# Adam Duffy
Adam Duffy (ur. 30 marca 1989) – snookerzysta angielski.
W 2009 roku otrzymał stypendium zafundowane przez władze World Snooker na cześć zmarłego Paula Huntera. Uczęszczał do Akademii Snookerowej w Sheffield. Awansował do półfinału Q School.
W drugim turnieju swojego debiutanckiego sezonu cyklu PTC w 3. rundzie pokonał 4:0 Marka Selbyego, by w następnym meczu ulec 3:4 Chińczykowi Yu Delu. Podczas Players Tour Championship 2011/2012 – Turniej 4 Duffy zmierzył się z Ronnie’em O’Sullivanem w meczu 6. rundy. Ostatecznie mecz zakończył się porażką Duffy’ego 0:4, a O’Sullivan zdobył breaka maksymalnego.
Podczas kwalifikacji do Welsh Open 2012 pokonał wyżej notowanych rywali: Jamesa Wattanę 4:0 oraz Jacka Lisowskiego 4:2. Ostatecznie jednak nie awansował do głównego turnieju za sprawą Petera Ebdona.
W kwalifikacjach do Shanghai Masters 2013 dotarł do 4. rundy, ulegając w decydującym frejmie z Allisterem Carterem 4:5.
Po zwycięstwie w pierwszej rundzie UK Championship 2013 z Barrym Pinchesem spotkał się z Ronnie’em O’Sullivanem, remisując 3-3.
Sezon snookerowy 2014/2015 zaczął, odpadając w kwalifikacjach Wuxi Classic 2014 oraz Australian Open 2014 Podczas ET2 doszedł do 3. rundy turnieju, ulegając dopiero z Fergalem O’Brienem 0:4, natomiast podczas European Tour 2014/2015 – Turniej 3 odpadł w 2. rundzie, przegrywając także z Irlandczykiem 0:4. W czasie eliminacji do German Masters 2015 stoczył wyrównany pojedynek z Adityą Mehtą. Podczas meczu wbito trzy breaki 100+, w tym break w wysokości 121 punktów na otwarcie spotkania w wykonaniu Duffy’ego, który jednak ostatecznie przegrał 3:5.

## Ciekawostki
- Za swojego idola uważa Ronniego O'Sullivana[2].
- Do dnia 31 października 2016 roku, grając w snookera zarobił łącznie ₤67 604[3].